# تپه چمنک
تپه چمنک مربوط به دوره ساسانیان است و در شهرستان خمین، بخش کمره، دهستان چهارچشمه، روستای قلعه محمد قلی واقع شده و این اثر در تاریخ ۲۰ اسفند ۱۳۸۵ با شمارهٔ ثبت ۱۸۰۴۲ به‌عنوان یکی از آثار ملی ایران به ثبت رسیده است.